# Robert Ardelt
Robert Ardelt (* 31. Mai 1874 in Sorau, Kreis Sorau; † 12. Dezember 1947 in Osnabrück) war ein deutscher Unternehmer und Wehrwirtschaftsführer.

## Leben und Wirken
Er war der Sohn der gleichnamigen Vaters Robert Ardelt (1847–1925). Nach dem Schulabschluss studierte er und stieg gemeinsam mit seinen Geschwistern in das väterliche Unternehmen ein, die Ardeltwerke GmbH in Eberswalde, deren Inhaber und Direktor er später wurde. Nach dem „Machtergreifung“ der Nationalsozialisten trat er zum 1. Mai 1933 der NSDAP bei (Mitgliedsnummer 2.767.366). Als Direktor eines wichtigen Rüstungsbetriebs erfolgte seine Ernennung zum Wehrwirtschaftsführer. Gegen Ende des Zweiten Weltkriegs verließ er Eberswalde. Er liegt auf dem Heger Friedhof in Osnabrück begraben.

## Ehrungen
- Ehrendoktorwürde der Technischen Hochschule Breslau (als Dr.-Ing. E. h.)